# Phaethornis
A Phaethornis a madarak osztályának sarlósfecske-alakúak (Apodiformes) rendjébe és a kolibrifélék (Trochilidae) családjába tartozó nem.

## Rendszerezésük
A nemet William John Swainson angol ornitológus írta le 1827-ben, az alábbi fajok tartoznak ide:
- Phaethornis hispidus
- Phaethornis syrmatophorus
- mexikói remetekolibri (Phaethornis mexicanus[1] vagy Phaethornis longirostris mexicanus[2])
- hosszúcsőrű remetekolibri (Phaethornis longirostris)
- zöldhátú remetekolibri (Phaethornis guy)
- smaragd-remetekolibri (Phaethornis yaruqui)
- nagycsőrű remetekolibri (Phaethornis malaris)
- hosszúfarkú remetekolibri (Phaethornis superciliosus)
- Phaethornis bourcieri
- Koepcke-remetekolibri (Phaethornis koepckeae)
- Phaethornis philippii
- Phaethornis subochraceus
- pikkelyestorkú remetekolibri (Phaethornis eurynome)
- ezüstös remetekolibri (Phaethornis augusti)
- Planalto-remetekolibri (Phaethornis pretrei)
- Phaethornis anthophilus
- csíkostorkú remetekolibri (Phaethornis striigularis)
- Phaethornis griseogularis
- feketetorkú remetekolibri (Phaethornis atrimentalis)
- vörhenyes remetekolibri (Phaethornis ruber)
- fehérsávos remetekolibri (Phaethornis stuarti)
- halványtorkú remetekolibri (Phaethornis squalidus)
- Phaethornis rupurumii
- fahéjtorkú remetekolibri (Phaethornis nattereri)
- Phaethornis longuemareus
- Tapajós-remetekolibri (Phaethornis aethopyga)
- törpe-remetekolibri (Phaethornis idaliae)

## Előfordulásuk
Mexikó, Közép-Amerika és Dél-Amerika területén honosak. Természetes élőhelyeik a szubtrópusi vagy trópusi esőerdők, erdők, cserjések és szavannák, valamint ültetvények és másodlagos erdők. Állandó, nem vonuló fajok.

## Megjelenésük
Testhosszuk 9-17 centiméter körüli, egyes fajai a világ legkisebb madarai közé tartoznak.